# Championnat de Tunisie masculin de volley-ball 1967-1968
Navigation
Saison précédente Saison suivante
Le championnat de Tunisie masculin de volley-ball 1967-1968 est disputé par les douze meilleurs clubs du pays en deux phases. La première phase disputée en aller simple permet de classer les clubs qui, en deuxième phase disputent le play-off ou le play-out.
L'Espérance sportive de Tunis conserve le championnat, en se faisant battre pour la première fois par le Club olympique de Kélibia en première phase et en devançant l'Avenir sportif de La Marsa par l'avantage d'un seul set. Ce dernier, qui avait entrepris un travail en profondeur, recueille le fruit de cette politique en remportant la coupe de Tunisie. Les champions de Tunisie sont Hassine Belkhouja, Raouf Bahri, Fethi Caïd Essebsi, Moncef Haddad, Mustapha Annabi, Rafik El Kamil, Moncef Guellaty, Mohamed Salah Mdalla, Ferid Farhat, Kamel Ben Aouda, Noureddine Denguezli, Faouzi Chiboub et Fraj Helal. 

## Division nationale

### Première phase
| Rang | Équipe                                | Points | Matchs | Victoires | Défaites | Sets pour | Sets contre |
| 1    | Avenir sportif de La Marsa            | 21     | 11     | 10        | 1        | 31        | 4           |
| 2    | Espérance sportive de Tunis           | 21     | 11     | 10        | 1        | 32        | 6           |
| 3    | Union culturelle de Sfax              | 18     | 11     | 7         | 4        | 24        | 14          |
| 4    | Zitouna Sports                        | 18     | 11     | 7         | 4        | 22        | 20          |
| 5    | Saydia Sports                         | 17     | 11     | 6         | 5        | 23        | 17          |
| 6    | Club sportif goulettois               | 17     | 11     | 6         | 5        | 22        | 19          |
| 7    | Club sportif des cheminots            | 17     | 11     | 6         | 5        | 21        | 20          |
| 8    | Club olympique du Kram                | 16     | 11     | 5         | 6        | 20        | 24          |
| 9    | Club olympique de Kélibia             | 15     | 11     | 4         | 7        | 19        | 26          |
| 10   | Union sportive des transports de Sfax | 13     | 11     | 2         | 9        | 21        | 19          |
| 11   | Club sportif de la coopération        | 12     | 11     | 2         | 9        | 19        | 28          |
| 12   | Al Hilal                              | 11     | 11     | 0         | 11       | 7         | 33          |

### Play-off[2]
| Rang | Équipe                      | Points | Matchs | Victoires | Défaites | Sets pour | Sets contre |
| 1    | Espérance sportive de Tunis | 19     | 10     | 9         | 1        | 28        | 5           |
| 2    | Avenir sportif de La Marsa  | 19     | 10     | 9         | 1        | 27        | 5           |
| 3    | Zitouna Sports              | 15     | 10     | 5         | 5        | 18        | 20          |
| 4    | Union culturelle de Sfax    | 14     | 10     | 4         | 6        | 16        | 24          |
| 5    | Saydia Sports               | 13     | 10     | 3         | 7        | 14        | 25          |
| 6    | Club sportif goulettois     | 10     | 10     | 0         | 10       | 6         | 30          |

### Play-out[2]
| Rang | Équipe                                | Points | Matchs | Victoires | Défaites | Sets pour | Sets contre |
| 1    | Club olympique de Kélibia             | 19     | 10     | 9         | 1        | 29        | 10          |
| 2    | Club sportif des cheminots            | 18     | 10     | 8         | 2        | 25        | 18          |
| 3    | Union sportive des transports de Sfax | 16     | 10     | 6         | 4        | 21        | 19          |
| 4    | Club olympique du Kram                | 13     | 10     | 3         | 7        | 19        | 24          |
| 5    | Club sportif de la coopération        | 13     | 10     | 3         | 7        | 19        | 25          |
| 6    | Al Hilal                              | 11     | 10     | 1         | 9        | 11        | 28          |

## Division 2
Les champions de poule sont :
- Tunis 1 : Progrès sportif tunisien
- Tunis 2 : Radès Transport Club
- Cap Bon : Fath sportif d'El Ouediane
- Centre : Étoile sportive du Sahel
- Nord : En-Nadi Ahly de Béja
- Nord-Ouest : Jendouba Sports
- Sud : Club sportif sfaxien
- Sud-Est (Gabes) : Progrès sportif d'El Hamma
- Sud-Est (Médenine) : Olympique de Médenine
- Sud-Ouest : Étoile sportive de Métlaoui

En-Nadi Ahly de Béja bat Jendouba Sports et se qualifie en phase finale. Le Progrès sportif d'El Hamma bat quant à lui l'Olympique de Médenine et se qualifie en phase finale. À l'issue de la phase finale des barrages, le Radès Transport Club assure son accession puis, à la suite de la réunification du club sportif goulettois et du Club olympique du Kram au sein de l'Étoile olympique La Goulette Kram, le Progrès sportif tunisien bénéficie de la place laissée vacante.